# Врангельсбург
Врангельсбург (нім. Wrangelsburg) — громада в Німеччині, розташована в землі Мекленбург-Передня Померанія. Входить до складу району Передня Померанія-Грайфсвальд. Складова частина об'єднання громад Цюссов.
Площа — 14,99 км2. Населення становить 235 ос. (станом на 31 грудня 2020).